# Bonarcado
Bonarcado (sardisk: Bonàrcadu) er en by og en kommune (comune) i provinsen Oristano i regionen Sardinien i Italien. Byen ligger i 284 meters højde og har 1.597 indbyggere (2016). Kommunen har et areal på 28,41 km² og grænser til kommunerne Bauladu, Bessude, Borutta, Milis, Mores, Paulilatino, Santu Lussurgiu og Seneghe.